# Cervasca
Cervasca (Sërvasca in piemontese, Cervasca in occitano) è un comune italiano di 5 217 abitanti della provincia di Cuneo in Piemonte.
Faceva parte della Comunità montana Valle Stura.

## Storia

### Simboli
Lo stemma e il gonfalone sono stati concessi con DPR del 22 dicembre 1979.
Nello stemma è rappresentato su fondo argento un cervo che si abbevera a una fontana posta su una campagna di verde.
Il gonfalone è un drappo troncato di verde e di bianco.

## Società

### Evoluzione demografica
Abitanti censiti

### Etnie e minoranze straniere
Secondo i dati Istat al 31 dicembre 2017, i cittadini stranieri residenti a Cervasca sono 266, così suddivisi per nazionalità, elencando per le presenze più significative:
1. Romania, 69
2. Albania, 31
3. India, 29

## Monumenti e luoghi d'interesse

### Architetture religiose
- Chiesa Santa Maria del Carmine
- Chiesa parrocchiale di Santo Stefano
- Chiesa di Santa Maria del Belvedere
- Santuario dedicato alla Madonna degli Alpini[10] e a san Maurizio, con sacrario degli alpini della 4ª Divisione alpina "Cuneense"
- Chiesa parrocchiale di San Defendente
- Chiesa parrocchiale di San Bernardo

## Amministrazione
| Periodo        | Periodo        | Primo cittadino | Partito      | Carica  | Note   |
| -------------- | -------------- | --------------- | ------------ | ------- | ------ |
| 14 giugno 1999 | 14 giugno 2004 | Aldo Serale     | Indipendente | Sindaco | [ 11 ] |
| 14 giugno 2004 | 8 giugno 2009  | Tullio Ponso    | Lista civica | Sindaco | [ 12 ] |
| 8 giugno 2009  | 26 maggio 2014 | Aldo Serale     | Lista civica | Sindaco | [ 13 ] |
| 26 maggio 2014 | 26 maggio 2019 | Aldo Serale     | Lista civica | Sindaco | [ 14 ] |
| 27 maggio 2019 | in carica      | Enzo Garnerone  | Lista civica | Sindaco | [ 15 ] |

### Gemellaggi
- Allos

## Infrastrutture e Trasporti

### Autobus
Il Comune di Cervasca non è servito da trasporto su ferro, ma solo da linee di trasporto pubblico locale:
- linea 3 (Conurbazione di Cuneo) - percorso: Cuneo Cap. P. Torino - Stazione FS - Ospedale S. Croce - Confreria - Ospedale A. Carle - S. Croce di Cervasca - S. Croce di Vignolo - Vignolo - Cervasca - Bernezzo
- linea 84 (Extraurbana) 
  - percorso 1: Cuneo Cap. P. Galimberti - Stazione FS - Ospedale S. Croce - Confreria - Ospedale A. Carle - Cervasca - Vignolo - S. Croce di Vignolo - S. Croce di Cervasca
  - percorso 2: Cuneo Cap. P. Galimberti - Stazione FS - Ospedale S. Croce - Confreria - Ospedale A. Carle - S. Croce di Cervasca - S. Croce di Vignolo - Vignolo - Cervasca

In questo modo, il comune è collegato alla città di Cuneo, così da permettere ai cittadini l'accesso agli altri collegamenti offerti dal trasporto pubblico, urbano ed extraurbano, e alla Stazione di Cuneo. Inoltre, vi transitano servizi autobus speciali per Istituto Alberghiero di Dronero e Zona Industriale di Ronchi.